# Vilho Auvinen
Vilho Johannes Auvinen, född 26 januari 1907 i Kuopio, död 17 november 1946 i Kuopio, var en finländsk skådespelare.
Auvinen inledde sin skådespelarkarriär i Kuopio och engagerades sedan vid Helsingfors' folkteater. Åren 1929–1944 var han gift med skådespelaren Hellin Auvinen-Salmi, med vilken han hade sonen Vili Auvinen. Auvinen medverkade i 20 spelfilmer åren mellan 1936 och 1942.

## Filmografi[3]
- Tulljagaren VMV 6, 1936
- Vaimoke, 1936
- Österbottningar, 1936
- Mieheke, 1936
- Forsfararens brud, 1937
- Hulda kommer till sta'n, 1937
- Lapatossu, 1937
- Tulitikkuja lainaamassa, 1938
- Sysmäläinen, 1938
- Ulkosaarelaiset, 1938
- Yrjö, löparen, 1939
- Rikas tyttö, 1939
- Det susar i nordanskog, 1939
- I kamp för friheten, 1939
- Tottisalmen perillinen, 1940
- Kersantilleko Emma nauroi?, 1940
- Mellan två krig, 1940
- Vagabond valser, 1941
- Totinen torvensoittaja, 1941
- Onni pyörii, 1942